# 旭川市立北門中学校
旭川市立北門中学校（あさひかわしりつほくもんちゅうがっこう）は、北海道旭川市にある公立中学校。所在地は北海道旭川市錦町15丁目。

## 沿革
- 1960年（昭和35年）3月 - 旭川市議会で近文地区に中学校が新設されることが決定。9月に「旭川市北門中学校」と決まる。
- 同年11月4日、北星、聖園中から生徒移籍をし仮開校式を行い11月15日に開校式典を行う。
- 1962年（昭和37年）12月 - 父母と教師の会より校旗が贈られる。
- 1970年（昭和45年）11月 - 開校10周年式典。
- 1983年（昭和58年）11月 - グラウンド造成。
- 1990年（平成2年）1月 - 開校30周年式典。
- 2006年（平成18年）11月 -郷土史研究部が旭川市文化奨励賞を受賞。
- 2002年（平成14年）5月 - 自転車通学全員許可制を開始。

## 校訓
- 誇りと責任

## 教育目標
豊かな人間性を育て、輝かしい未来を築く、たくましい生徒の育成
- 開拓の精神をもって真理の探究に努めよう。
- 心身共に健康で個性豊かな人間になろう。
- 友愛の心をもってよりよい社会をつくろう。
- 人間としての誇りをもって責任ある行動をとろう。

## 生徒数
- 2018年4月1日現在、1年生148人、2年生150人、3年生154人、合計452人となっている。

## 部活動

### 運動部
- 野球
- サッカー
- 男子バレーボール
- 女子バレーボール
- 卓球
- ソフトテニス
- 男子バスケットボール
- 女子バスケットボール
- バドミントン

### 文化部
- 吹奏楽
- 家庭
- 科学
- 美術

## 制服
男女ともブレザーであり、取扱店はまるや洋品店。ズボン、スカートのデザインは常盤中学校のものに似ているが、同校とは異なり男子はワイシャツにネクタイ、女子は丸襟のブラウスに白のベスト（袖なしのセーター状）を着用しリボンをすると言う形態である。また、外見上上着のデザインに男女の相違はない。

## 知里幸恵と北門中学校
知里幸恵（1903年 - 1922年）は19年の短い生涯のうち、大半を占める6歳から19歳までの約13年間を旭川で過ごしていた。彼女が旭川で生活していた場所が、現在の北門中学校の敷地だった。このことを後世に伝えるために1990年（平成2年）には校舎前庭に「知里幸恵文学碑」が建立され、1997年（平成9年）には校内の一角に「郷土資料室」、2007年（平成19年）に「知里幸恵資料室」が整備された。

## 学区
学区は以下に挙げる地域である
- 旭町1条の3丁目から21丁目まで
- 本町
- 川端町
- 北門町
- 錦町
- 緑町
- 近文町

小学校の学区は、大有小学校、北光小学校学区の半分強、近文小学校学区の全域が該当する。但し、実際には旭町の大部分、川端町の約半分、北門町の一部は距離的には北星中学校のほうが近い。

## 出身者
- 高橋耕陽（バスケットボール選手）
- 谷口雅彦　（写真家、近代現代写真研究家、令和4年度旭川市文化奨励賞受賞）
- 林幽弦　（書家）